# Matrona

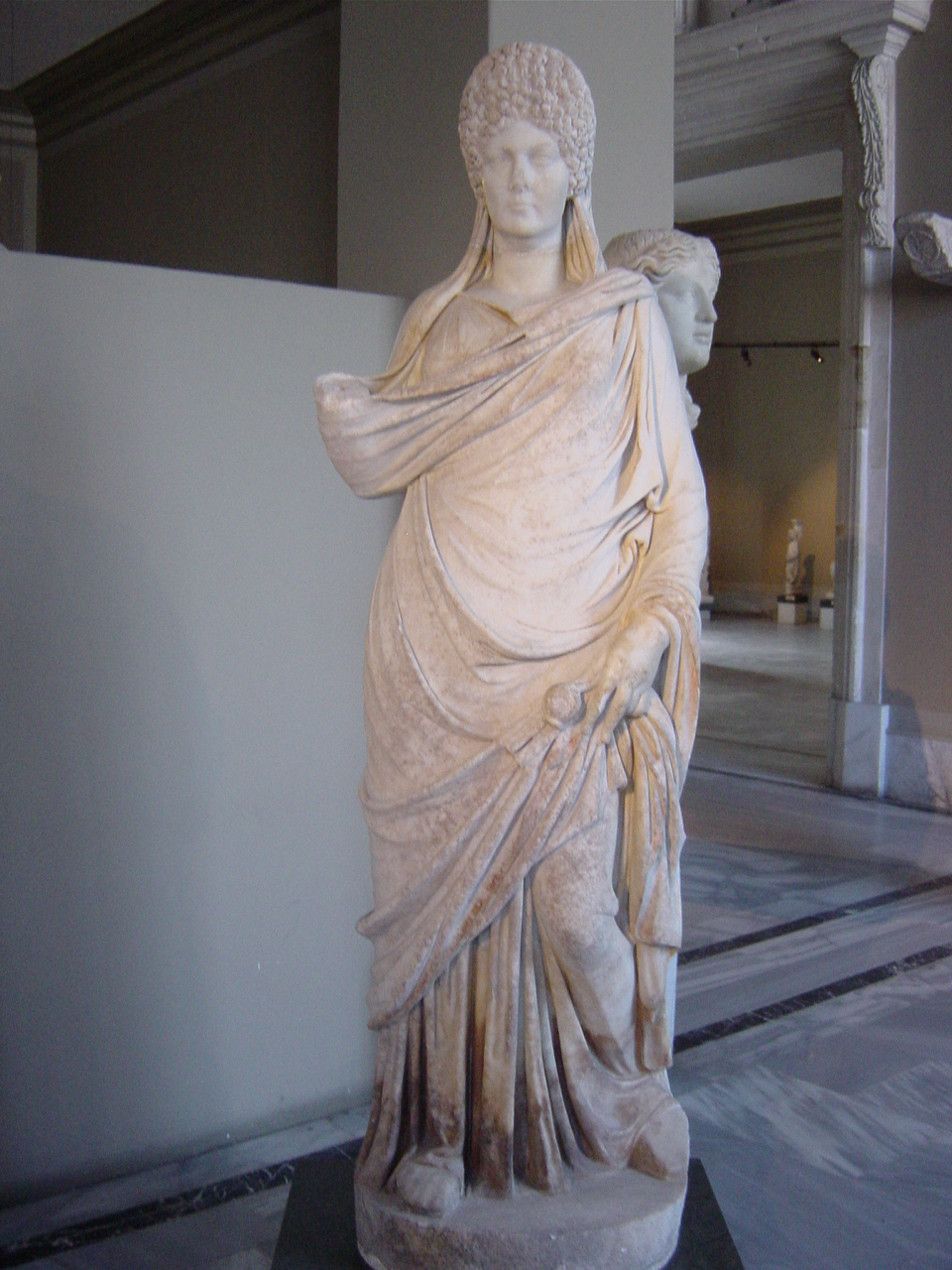
Unbekannte römische Matrona aus Aphrodisias (2. Jahrhundert, Archäologisches Museum Istanbul)

Als Matrona wird die mit einem römischen Bürger verheiratete Frau in der Gesellschaft des Römischen Reichs bezeichnet.
Ihr Platz war zumeist im Haus, in der Sorge um Familie und Haushalt. Sie stand unter dem Schutz und der Vormundschaft des Hausherrn (Pater familias), entweder des Vaters oder des Ehemanns. Sie war nicht berechtigt, ein öffentliches Amt zu bekleiden oder politische Aktivitäten zu entwickeln. Die auffallendste Ausnahme als Gruppe waren die Vestalinnen, die einen religiösen Status und besondere Privilegien hatten.
Von Matrona als römische Ehefrau wurde umgangssprachlich „Matrone“ abgeleitet als Bezeichnung einer älteren, Gesetztheit und Würde ausstrahlenden Frau, später auch abfällig für eine ältere, füllige Frau. Die Mehrzahl Matronae wurde im Sinne von „Mütter, Gebieterinnen“ als Name oder Betitelung übertragen auf Muttergottheiten, für die auf römischem Kolonisationsgebiet etwa tausend Inschriften auf Weihesteinen gefunden wurden (siehe Matronensteine).